# 404 (число)
404 (число) — натуральне число між 403 і 405.

## Математика
- Складене число, має шість дільників (1, 2, 4, 101, 202 та 404);

## В інших областях
- 404 Арсіноя (404 Arsinoe) — астероїд головного поясу, відкритий 20 червня 1895 року Огюстом Шарлуа у Ніцці.
- 404 Not Found - Помилка 404. Повідомлення про помилку в списку кодів стандартних відповідей HTTP-сервера.
- В Юнікоді 019416 — код для символу «Ɣ» Третя літера грецького алфавіту (γ).
- Cessna 404 — легкий двохмоторний літак.
- Е404 — Альгінат кальцію.

## Дати
- 404 рік;
- 404 рік до н.е.;
- 4.04